# Londonthorpe
Londonthorpe – wieś w Anglii, w Lincolnshire, w dystrykcie South Kesteven, w civil parish Londonthorpe and Harrowby Without. Leży 34,1 km od Lincoln i 160,4 km od Londynu.
W 1921 roku civil parish liczyła 183 mieszkańców. Londonthorpe jest wspomniana w Domesday Book (1086) jako Lunde(r)torp.